# Nevėžio upės slėnis ties Vadaktėliais
Nevėžio upės slėnis ties Vadaktėliais este o arie protejată (sit de importanță comunitară — SCI) din Lituania întinsă pe o suprafață de 79 ha, integral pe uscat.

## Localizare
Centrul sitului Nevėžio upės slėnis ties Vadaktėliais este situat la coordonatele 55°37′09″N 24°07′12″E / 55.6192°N 24.12°E.

## Înființare
Situl Nevėžio upės slėnis ties Vadaktėliais a fost declarat sit de importanță comunitară în martie 2004 pentru a proteja un număr necunoscut de specii din flora spontană și fauna sălbatică aflate în arealul zonei.

## Biodiversitate
Situată în ecoregiunea boreală, aria protejată conține 3 habitate naturale: Liziere de ierburi înalte hidrofile de câmpie și de nivel montan până la alpin, Pajiști din zone de pădure fino-scandinave, Pășuni din zone de pădure fino-scandinave.
La baza desemnării sitului se află un număr nedeclarat de specii protejate.